# 댓 터치 오브 밍크
《댓 터치 오브 밍크》(That Touch Of Mink)는 미국에서 제작된 델버트 맨 감독의 1962년 영화이다. 케리 그랜트 등이 주연으로 출연하였고 마틴 멜처 등이 제작에 참여하였다.

## 출연

### 주연
- 케리 그랜트
- 도리스 데이

### 조연
- 기그 영
- 오드리 메도스
- 앨런 휴잇
- 존 애스틴

## 기타
- 의상: 노먼 노렐